# Chicago Sky 2010
La stagione 2010 delle Chicago Sky fu la 5ª nella WNBA per la franchigia.
Le Chicago Sky arrivarono seste nella Eastern Conference con un record di 14-20, non qualificandosi per i play-off.

## Roster
| N° | Naz.                   | Ruolo | Sportivo            | Anno | Alt. | Peso |
| -- | ---------------------- | ----- | ------------------- | ---- | ---- | ---- |
| 1  | Stati Uniti (bandiera) | A     | Tamera Young        | 1986 | 188  | 77   |
| 3  | Stati Uniti (bandiera) | GA    | Dominique Canty     | 1977 | 175  | 73   |
| 4  | Stati Uniti (bandiera) | AC    | Christi Thomas      | 1982 | 193  | 91   |
| 5  | Stati Uniti (bandiera) | G     | Erin Thorn          | 1981 | 178  | 68   |
| 8  | Stati Uniti (bandiera) | A     | Mistie Bass         | 1983 | 191  | 83   |
| 10 | Stati Uniti (bandiera) | G     | Epiphanny Prince    | 1988 | 175  | 76   |
| 11 | Stati Uniti (bandiera) | G     | Jia Perkins         | 1982 | 173  | 70   |
| 14 | Stati Uniti (bandiera) | G     | Shay Murphy         | 1985 | 180  | 74   |
| 20 | Stati Uniti (bandiera) | A     | Shameka Christon    | 1982 | 185  | 79   |
| 21 | Stati Uniti (bandiera) | C     | Abi Olajuwon        | 1988 | 193  | 107  |
| 24 | Stati Uniti (bandiera) | A     | Sandora Irvin       | 1982 | 191  | 84   |
| 33 | Stati Uniti (bandiera) | A     | Cathrine Kraayeveld | 1981 | 191  | 83   |
| 34 | Stati Uniti (bandiera) | C     | Sylvia Fowles       | 1986 | 198  | 91   |

## Staff tecnico
- Allenatore: Steven Key
- Vice-allenatori: Stephanie White, Michael Mitchell
- Preparatore atletico: Michelle Kania
- Preparatore fisico: Ann Crosby